# Kolegiata Najświętszej Maryi Panny Bolesnej i św. Aniołów Stróżów w Wałbrzychu
Kolegiata Najświętszej Maryi Panny Bolesnej i św. Aniołów Stróżów w Wałbrzychu – siedziba dekanatu i centralna świątynia Wałbrzycha. 3 maja 2010 została podniesiona do godności kolegiaty.

## Historia i architektura

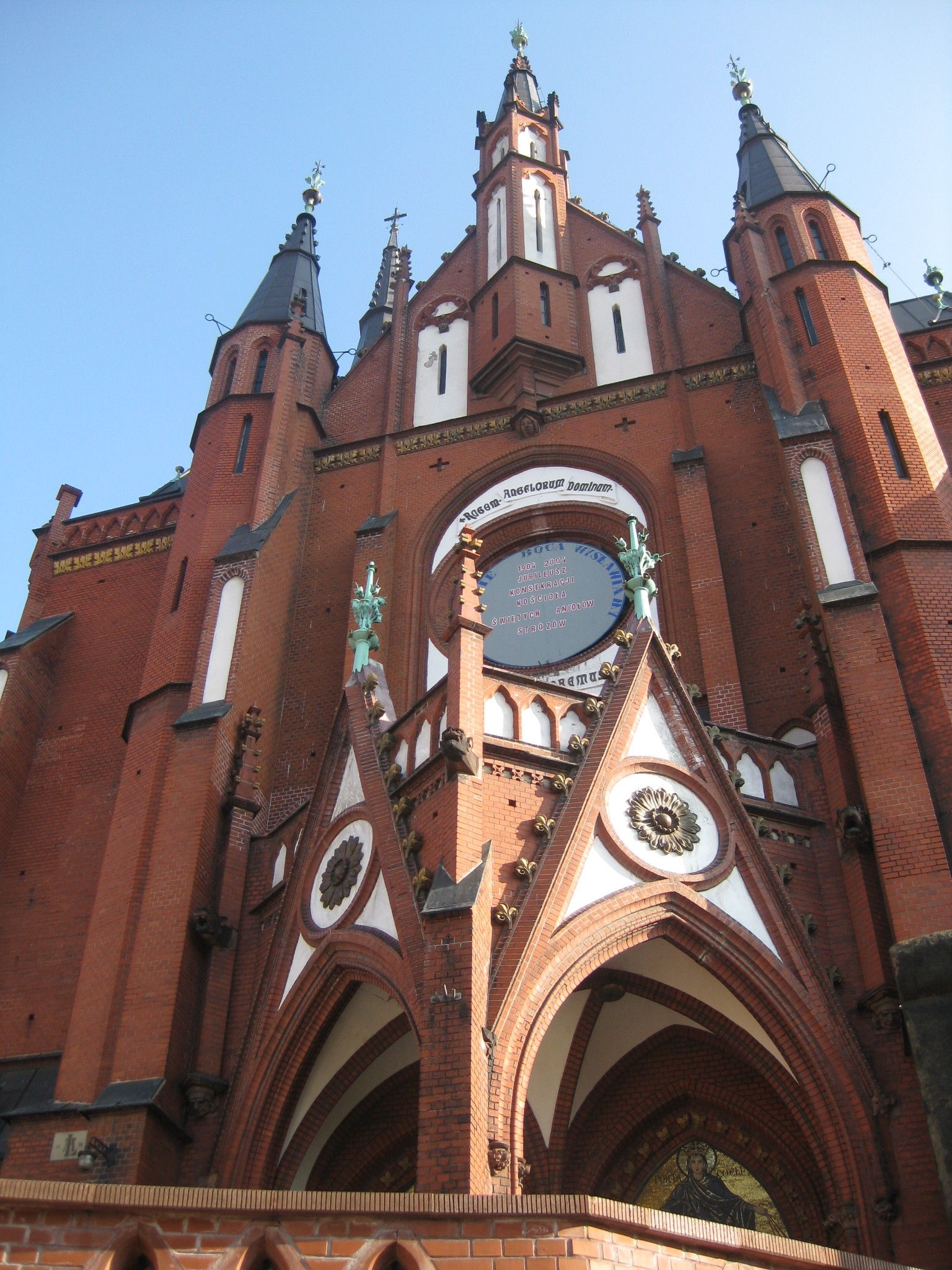
Wejście do świątyni

Wybudowany w latach 1898–1904 jako jedno z ostatnich dzieł Alexisa Langera. Jest jednym z największych kościołów w diecezji świdnickiej, zbudowanym w stylu neogotyckim. Jest przeszło 100 lat główną świątynią Wałbrzycha. Kościół ten jest długi na 60 metrów, szeroki na 30, a wysoki na 22 metry.
W świątyni odbywają się najważniejsze wydarzenia o charakterze diecezjalnym. W 2000 roku nadano mu rangę kościoła Jubileuszowego Roku 2000. Odbywały się pielgrzymki wiernych w celu uzyskania odpustu zupełnego. Odbywały się tu inauguracje roku akademickiego uczelni wyższych Wałbrzycha, wszelkie uroczystości patriotyczne w mieście. Miejsce miały także centralne-miejskie uroczystości nawiedzenia obrazów i figur maryjnych: Matki Bożej Częstochowskiej, Ikona Matki Bożej Łaskawej w Krzeszowie, Matki Bożej Fatimskiej, Matki Bożej Sedes Sapientiae (akademickiej); zakończenie peregrynacji Obrazu Jezusa Miłosiernego w dekanatach wałbrzyskich. Przy powoływaniu nowej, trzeciej diecezji Dolnego Śląska w r. 1992 i 2004, kościół był rozważany jako siedziba biskupa diecezjalnego. Pierwotnie miała to być diecezja wałbrzysko-nyska, następnie nazywano ją sudecką, aż wreszcie – świdnicką od siedziby diecezji w Świdnicy.
3 maja 2010 został uroczyście ogłoszony kolegiatą; 15 września 2010 powołano przy niej kapitułę składająca się z księży kanoników. 3 maja 2015, w 5. rocznicę ustanowienia wałbrzyskiej kapituły kolegiackiej, bp Ignacy Dec odsłonił pamiątkowe epitafium informujące, że świątynia ma status kolegiaty.

## Organy
W kościele znajdują się organy wykonane przez firmę Schlag & Söhne ze Świdnicy. Instrument ma 46 rejestrów oraz pneumatyczne traktury – trakturę gry i trakturę rejestrów. W 2004 roku przeprowadzono renowację i strojenie instrumentu.
Dyspozycja instrumentu:
| Manuał I                | Manuał II           | Manuał III                  | Pedał                |
| Hauptwerk               | Oberwerk            | Schwellwerk                 |                      |
| ----------------------- | ------------------- | --------------------------- | -------------------- |
| 1. Mixtur 4-6 fach      | 1. Mixtur 3 fach    | 1. Liebl. Gedackt 16        | 1. Bombarde 32       |
| 2. Kornett 8’ 2-3 fach  | 2. Piccolo 2        | 2. Geigen-principal 8       | 2. Principal-Bass 16 |
| 3. Rausch-Quinte 2 fach | 3. Octave 4         | 3. Still-Gedackt 8          | 3. Violon 16         |
| 4. Octave 4             | 4. Travers-Flöte 4  | 4. Aeoline 8                | 4. Subbass 16        |
| 5. Violine 4            | 5. Klarinette 8     | 5. Vox coelestis 8          | 5. Harmon. Bass 16   |
| 6. Doppel-Flöte 4       | 6. Salicional 8     | 6. Oboë 8                   | 6. Posaune 16        |
| 7. Trompete 8           | 7. Quintatön 8      | 7. Fl. dolce 4              | 7. Quinte 10 2/3     |
| 8. Dolce 8              | 8. Portunal 8       | 8. Fugara 4                 | 8. Octavbass 8       |
| 9. Gemshorn 8           | 9. Gedackt 8        | 9. Harmon. aether. 2-3 fach | 9. Bassflöte 8       |
| 10. Gambe 8             | 10. Harmon.-Flöte 8 |                             | 10. Violon-Cello 8   |
| 11. Konzert-Flöte 8     | 11. Principal 8     |                             | 11. Octavbass 4      |
| 12. Doppel-Flöte 8      | 12. Bordun 16       |                             |                      |
| 13. Principal 8         |                     |                             |                      |
| 14. Principal 16        |                     |                             |                      |

## Galeria

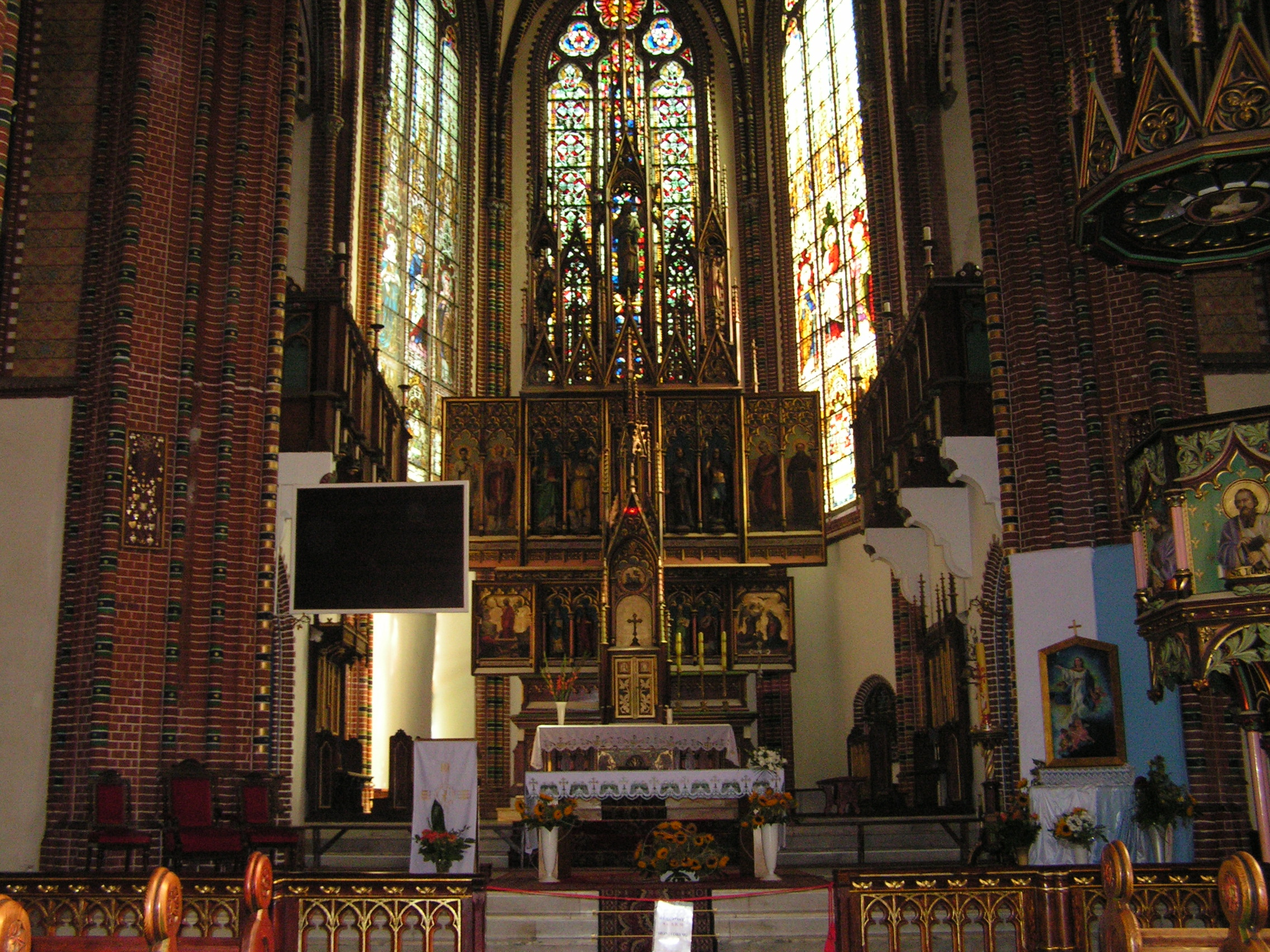
Prezbiterium
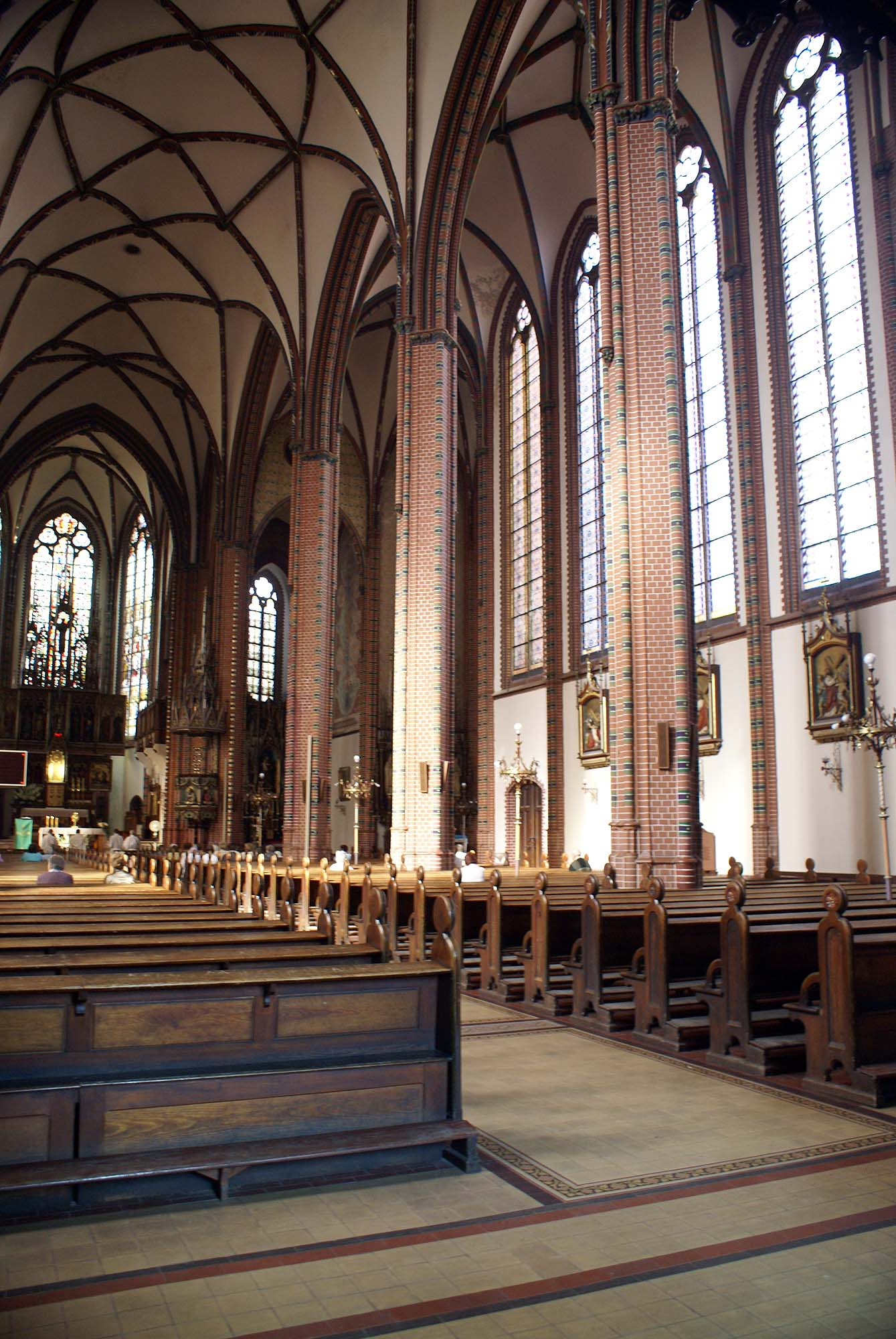
Wnętrze
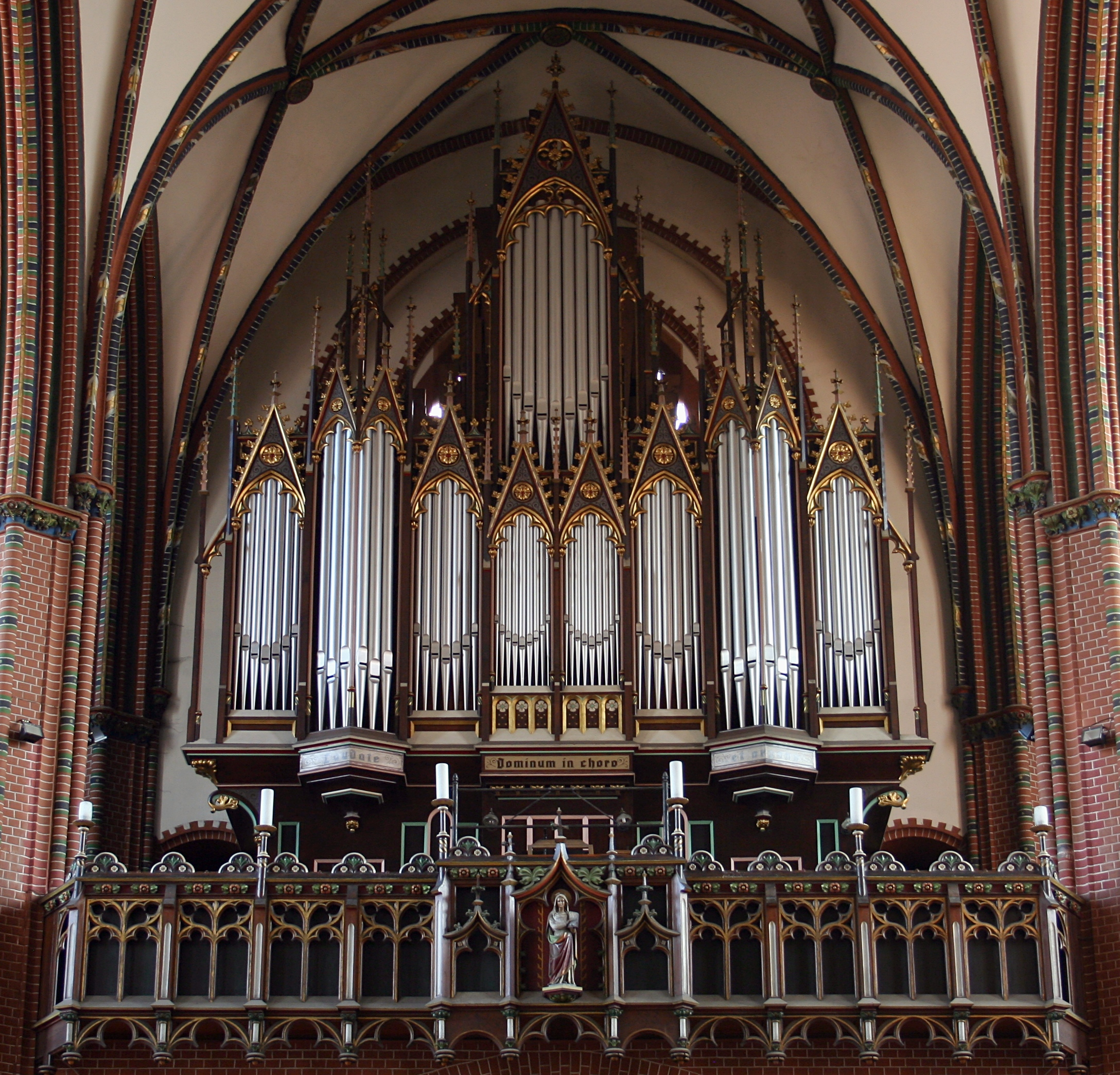
Organy
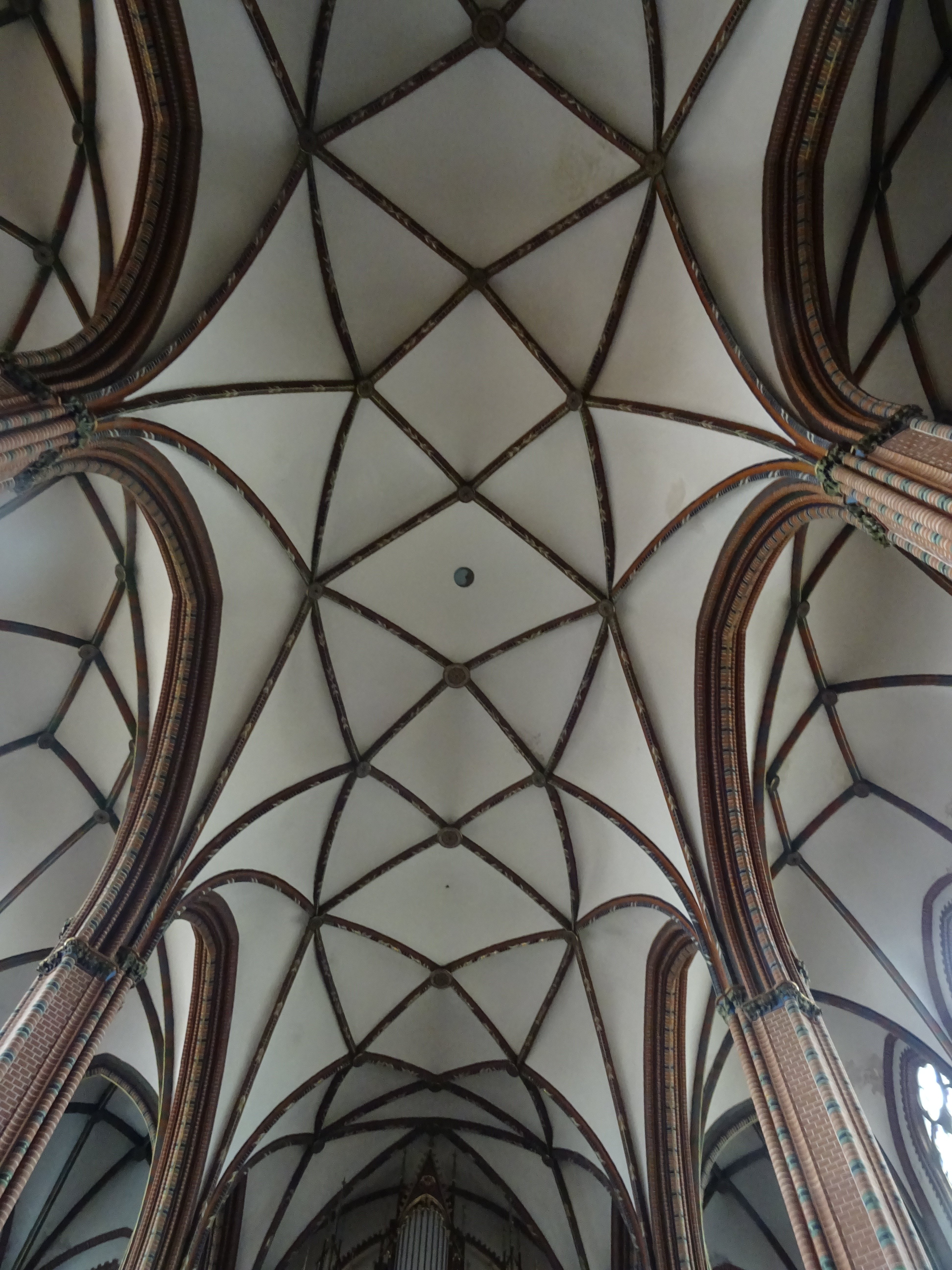
Sklepienia

## Kapituła kolegiacka
Z założenia do grona kanoników kapituły wałbrzyskiej przyjmowani są proboszczowie z Wałbrzycha, ale także spoza miasta. Kapituła kolegiacka ma charakter wyłącznie tytularny.
- Prepozyt kapituły kolegiackiej: ks. kanonik dr Wiesław Rusin – proboszcz parafii kolegiackiej i dziekan dekanatu Wałbrzych-Południe
- Dziekan kapituły kolegiackiej: ks. prałat dr Krzysztof Moszumański – proboszcz parafii pw. Niepokalanego Poczęcia Najświętszej Maryi Panny w Wałbrzychu i dziekan dekanatu Wałbrzych-Północ